# Fidena rubrithorax
Fidena rubrithorax är en tvåvingeart som beskrevs av Krober 1931. Fidena rubrithorax ingår i släktet Fidena och familjen bromsar. Inga underarter finns listade i Catalogue of Life.